# عرام العواصف

عناصر العرام العاصفي عند ذروة المد

عرام العواصف هو الزيادة المؤقتة في ارتفاع البحر في مكان معين من جراء الأحوال الجوية المتطرفة كانخفاض الضغط الجوي/الرياح العنيفة.

## الآلية
قد تدخل خمسة عمليات على الأقل في تغيير مستويات المد والجزر عن خلال العواصف وهي:
- أثَر الضفط الجوي
- الأثَر المباشر للرياح
- أثَر دوران الأرض
- أثَر الأمواج بالقرب من الشاطئ
- أثَر هطول الأمطار